# Zeche Jungmann
Die Zeche Jungmann (oder auch Junger Mann) war ein Steinkohlenbergwerk im Hammertal, Ortsteil Durchholz, heute Witten.

## Geschichte
Das Grubenfeld der Zeche Jungmann wurde 1759 verliehen. Von 1796 bis 1847 war das Bergwerk nicht in Betrieb, über die Zeit bis 1935 ist nichts bekannt. 1935 wurde es wieder in Betrieb genommen. 1939 wurde die Zeche auf Grund des Zweiten Weltkrieges endgültig geschlossen.

## Belegschaftszahlen und Förderung
Es ist nur sehr wenig hinsichtlich der Förderungs- und Belegschaftszahlen bekannt. 1937 wurden mit 32 Beschäftigten 10.000 Tonnen Kohle gefördert. Die höchste Förderung wurde 1939 geleistet. Hier wurden mit 38 Beschäftigten 13.000 Tonnen Kohle gefördert.